# 1973

## أحداث
- وقوع حرب أكتوبر بداية من 6 أكتوبر 1973 إلى 25 أكتوبر 1973.
- البعثة الإنجليزية إلى قطر.

### مارس
- مؤامرة قنابل مدينة نيويورك عام 1973

### مايو
- 19 مايو - تأسيس مصرف الإمارات العربية المتحدة المركزي تحت مسمى مجلس النقد.

### يوليو
- 25 يوليو - إطلاق مسبار المريخ السوفيتي مارس 5.

### أغسطس
- 10 أغسطس - أطلق الاتحاد السوفيتي سفينة الفضاء الرابعة إلى المريخ باسم مارس - سبعة.

### سبتمبر
- انضمت قطر إلى جامعة الدول العربية والأمم المتحدة.
- 9 سبتمبر - كوبا تقطع علاقاتها الدبلوماسية مع إسرائيل

### أكتوبر
- 6 أكتوبر - نشوب حرب أكتوبر بهجوم مفاجئ من قبل مصر وسوريا على إسرائيل.

## مواليد
- أحمد السقا
- طلال الجري
- آدم غارسيا
- آدم كوبلاند
- أحمد الشقيري (داعية إسلامي)
- أحمد سعداوي
- أحمد يسري
- أدريان برودي
- أسامة الشاذلي
- ألبرت بورتاس
- ألبرتو انديانو مالينكو
- أليسيو تشاربي
- أليكس نياركو
- أمين عزيز
- أنتوني كروز
- أندريس بالوب
- أندريه لينز
- أنطونيو فيليبيني
- أوزلم كونكر
- أوغستين أرانزابال
- أوفه غوسبوداريك
- أوكان بوروك
- أولي غونار سولسكيار
- أوليفر نويفل
- أيشواريا راي
- أيوان جانيا
- إبراهيم با
- إدوارد فاتو
- إدواردو نوريغا
- إريك ديفلاندر
- إريك كارير
- إيغلي تاري
- إيمري عاشق
- ايتشيرو سوزوكي
- بابلو بوزو
- باتريك بيرغر
- باتريك مايو
- باتريك ويلسن
- بارت غوور
- براين أوستن غرين
- بريان بيليندورف
- بول واكر
- بيتر سمعان
- بيتر ندلوفو
- بيدرو باوليتا
- بيرند شنايدر
- تركي الدخيل
- توبياس بلسترم
- توكيوشي كاواشيما
- توماش زديبيل
- توماش غالاسيك
- توني فيريل
- تي آر نايت
- تيجاني بابانغيدا
- ثردساك تشايمان
- جاسيك باك
- جان مارك مولين
- جان يفيس دي بلاسيس
- جانغ إنهوا
- جاي جاي أوكوشا
- جاي كالتر
- جايمس والكر
- جورج غارسيا
- جوزيف كاسبر
- جوليت لويس
- جيروم بونيسيل
- جيسون ليبريت
- جيمس مارسدن
- حسام فوزي
- خافيير زانيتي
- خالد بدرة
- خالد عبد الخليل الرندي
- خوان لويس مورا
- دامون ليندلوف
- داني ويليامز (ملاكم)
- دانية الخطيب
- ديتمار هامان
- ديمبا
- ديمو فاتشه
- دينيس لوتا
- راتشيل مادو
- رادها ميتشيل
- روبيرتو ايالا
- روجيريو سيني
- روجينا
- روز مكغوان
- روشتو
- روكموند دنبار
- ريان جيغز
- ريتشي ألاغيتش
- زين الدين زيدان
- زيسيس فريزاس
- سافرون بوروز
- سافو ميلوسوفيتش
- ساماسي أبو
- سامويل جونسون
- سامي هيبيا
- ساندرا ميننيرت
- ستفني ماير
- ستيفاني مكمان
- سدني تاميا بوايتير
- سعاد رزوق
- سعيد التغماوي
- سليم ياماداييف
- سليمانو حميدو
- سمير عبود
- سوزانا كونزاليس
- سوزان حرفي
- سونو نيغم
- سيباستيانو سيفيليا
- سيرجي لوشان
- سيرين عبد النور
- سيلفان ليغفينسكي
- شانون إليزابيث
- شيجيوشي موتشيزوكي
- صالح بن سعيد الهنيدي
- عقيل بن محمد البدر
- عبد العزيز الخثران
- عبد العزيز العنقري
- عصام الحضري
- عصيد حسين
- غريغ روسديسكي
- غينارو ييزو
- غيوفراي تويس
- فابيو غالانتي
- فابيو كانافارو
- فرانك روست
- فريديريك رو
- فلاديمير سميتشر
- فلورينت لافيل
- فهد الغشيان
- فيروز زياني
- فيكاش دوراسو
- فيكتور إكبيبا
- فيليبو إنزاغي
- كارلو كوديتشيني
- كارلو ناش
- كازكي ياو
- كايتيسوك سيناموانغ
- كريس سوتون
- كريستيان دايلي
- كريستيانو دوني
- كريم العلمي
- كلاود ماكيليلي
- كواتيموك بلانكو
- كوامي أيوي
- كورايما توريس
- كيت بيكينسيل
- كيران ديساي
- كيفن موسكات
- كيفين فيليبس
- كينيث كارلسن
- لاري بايج
- لطيفة أحرار
- لوسي كريستيان
- لي وون جاي
- ليليان غارسيا
- لين وايزمان
- لينا هيدي
- هشام الهاشمي
- لينفوي بريموس
- ليونيل ليتيزي
- مارتن باليرمو
- مارتن هيدن
- مارك شاتلوورث
- مارك شيلد
- ماركو دلفيكيو
- ماركو ماتيراتسي
- ماركوس ألباك
- ماريو جاردل
- ماساكييو ميزونو
- ماغنوس هيدمان
- ماليكا أرورا خان
- مقتدى الصدر
- موس ديف
- محمد حسين سرور
- مونتيل فانتيفيوس بورتر
- مونيكا سيليش
- مونيكا لوينسكي
- ميكائيل باجيس
- ميكاليس كابسيس
- ميلان راباييتش
- نايف خلف
- نمرود ألوني
- نوارة نجم
- نيف كامبل
- هاني حلمي
- هولي ماري كومز
- وينتورث ميلر
- يان أولريش
- يان كولر
- يانيك كويسنيل
- يوسف الجسار
- يوسف الرومي
- يونجين كيم
- يوهان ميكو
- ييرزي دوديك
- بدر المشاري

### يناير
- 1 يناير - تامر عبد المنعم, ممثل مصري.
- 15 يناير - عصام الحضري, حارس مرمى كرة قدم مصري.

#### فبراير
- 4 فبراير - أوسكار دي لا هويا، ملاكم أمريكي.

### أبريل
- 2 أبريل - ريتشارد جاك، ملحن بريطاني.
- 4 أبريل - سيف الدين سبيعي، ممثل سوري.
- 21 أبريل - كاتسُيوكي كونيشي، ممثل أداء صوتي ياباني.
- 22 أبريل - كريستوفر سابات، ممثل أداء صوتي أمريكي.

### مايو
- 16 مايو - كوسكي توريومي، ممثل أداء صوتي ياباني.
- 5 مايو - طلال خليفة، اعلامي كويتي.

### يونيو
- 4 يونيو - دايسكي هيراكاوا، ممثل أداء صوتي ياباني.
- 7 يونيو - رندة مرعشلي، ممثلة سورية.
- 12 يونيو - ميتسُكي سايغا، ممثلة أداء صوتي يابانية.

### أغسطس
- 28 أغسطس - كيربي مورو، ممثل كندي.
- 29 أغسطس - عبدو حكيم، ممثل وممثل صوت لبناني.

### أكتوبر
- 3 أكتوبر - ريتشارد إيان كوكس, ممثل كندي.
- 11 أكتوبر - دايسكي ساكاغُتشي، ممثل أداء صوتي ياباني.
- 14 أكتوبر - أحمد حمدي، شهيد مصري.

### نوفمبر
- 3 نوفمبر - حكم أبو عيشة, ضابط في جهاز الأمن الوقائي فلسطيني
- 22 نوفمبر - عبد الفتاح بوعكاز, إعلامي وشاعر جزائري يحمل الجنسية البريطانية.

## وفيات
- آبيبي بيكيلا
- آرثر جيمس
- أبو اليقظان
- أبو يوسف النجار
- أرتوري فيرتانن
- ألبرت ماندلر
- أليكساندر بونوماريف
- أوتو رويتر
- إريش فون مانشتاين
- إسحاق بن شوهام
- إنجيبورغ باخمان
- الليثي ناصف
- المحفوظ (عالم دين)
- ايفان كونيف
- بابلو بيكاسو
- بافو نورمي
- بروس لي
- بيرل بوك
- تانزان إيشيباشي
- ج. ر. ر. توكين
- جاك ليبشيتز
- جانيت بيرينغ رانكن
- جورج ألكسندر درو
- جوزيف باناس
- حسن الهضيبي
- حسن مأمون
- حسين أبو الخير
- حمود الجابر الصباح
- خوسيه فيلالونغا
- ديكنسون ريتشاردس
- رينجر فريستش
- سلفادور أليندي
- سلوى حجازي
- سيد زكريا خليل
- شفيق مترى سدراك
- صبري القباني
- عارف العارف
- عاطف السادات
- عبد الرحمن البزاز
- عبد الزهراء الكعبي
- عبد الكريم الرفاعي
- عبد الله بن محمد الطائي
- عدي البيطار
- عزيز أباظة
- عصمت إينونو
- فؤاد شهاب
- كارل تزيغلر
- كريستال ماكميلان
- كمال إبراهيم
- كمال عدوان
- كمال ناصر
- لودفيج فون ميزس
- لورنس هاموند
- ليندون جونسون
- مالك بن نبي
- مجيد لولو البغدادي
- محمود الهمشري
- محمود تيمور
- ميشيل الكرشة
- نصر بن سعيد
- نيكولاى كاموف
- هاشم محمد البغدادي
- هانز ينسن
- والتر أولبرخت
- يعقوب دوري
- يوسف بن عيسى القناعي
- مارك الرياشي - صحفي لبناني.

### أكتوبر
- 16 أكتوبر - رياض عبد اللطيف الشهابي - ضابط عسكري عراقي أشترك في حرب أكتوبر وأستشهد فيها.
- 28 أكتوبر - الكاتب طه حسين.

### ديسمبر
- 1 ديسمبر - ديفيد بن غوريون.

## نال جائزة نوبل
- في الفيزياء – بين الأمريكان ليو إساكي وإيفار جيفيير وبريان جوزيفسن.
- في الكيمياء – بين الألماني إرنست فيشر والبريطاني جوفري ولكنسون.
- في الطب – بين النمساويان كارل فون فريش وكونراد لورنتس والبريطاني نيكولاس تينبرغن.
- في الأدب – الأسترالي باتريك وايت.
- في السلام – بين الأمريكي هنري كسنجر والفيتنامي لي دوك ثو (رفضها).
- في الإقتصاد – الأمريكي فاسيلي ليونتييف.